# Draba riveti
Draba riveti là một loài thực vật có hoa trong họ Cải. Loài này được Benoist mô tả khoa học đầu tiên năm 1933.